# Nordtjärnen (Åsarne socken, Jämtland)
Nordtjärnen är en sjö i Bergs kommun i Jämtland och ingår i Ljungans huvudavrinningsområde. Sjön har en area på 0,11 kvadratkilometer och ligger 500,1 meter över havet.

## Delavrinningsområde
Nordtjärnen ingår i det delavrinningsområde (697021-139428) som SMHI kallar för Inloppet i Stortjärnen. Medelhöjden är 585 meter över havet och ytan är 41,41 kvadratkilometer. Räknas de 37 avrinningsområdena uppströms in blir den ackumulerade arean 289,7 kvadratkilometer. Arån som avvattnar avrinningsområdet har biflödesordning 2, vilket innebär att vattnet flödar genom totalt 2 vattendrag innan det når havet efter 275 kilometer. Avrinningsområdet består mestadels av skog (94 procent). Avrinningsområdet har 0,39 kvadratkilometer vattenytor vilket ger det en sjöprocent på 0,9 procent.